# Liste der Bürgermeister von Arad
Dies ist eine Liste der Bürgermeister  von Arad, der Hauptstadt des Kreises Arad.

## 19. Jahrhundert
- Dominicus Heim (1834–1842)
- Franz Scharfender (1843–1848)
- Gabor Torok (1848–1849)
- Dominicus Heim (1850–1852)
- Adam Horvath (1853–1860)
- Gabor Torok (1861)
- Franz Scharfender (1861–1863)
- Karl Weiss (1863–1866)
- Peter Atztel (1867–1869)
- Ferencz Pasyztory (1869–1871)
- Pal Voros (1872–1875)

## 20. Jahrhundert
- Gyula Salacz (1875–1901)
- Institoris Kalman (1901–1905)
- Varjassy Lajos (1905–1918)
- Green Nandor (1919)
- Ioan Robu (1919–1926)
- Ștefan Anghel (1926–1927)
- Ioan Robu (1927–1928)
- Cornel Luțai (1928–1931)
- Cornel Radu (1931–1932)
- Alexa Botioc (1932–1933)
- Ioan Ursu (1933–1935)
- Romul Cotieiu (1935–1937)
- Nicolae Popovici (1938 für 40 Tage)
- Ștefan Olariu (1938 für 3 Tage)
- Romul Orezeanu (1938)
- Moise Riscutia (1938)
- Gen. Alexandru Vlad (1938–1940)
- Emil Monțea (1940–1941)
- Vasile Mironescu (1941)
- Cornel Radu (1941–1943)
- Octavian Lupaș (1943–1944)
- Ion G. Palincaș (1944–1949)
- Vasile Mureșan (1949–1950)
- P. Cristici (1950–1953)
- Gheorghe Duma (1953–1956)
- Irimie Șimăndan (1956–1961)
- Simion Cojocaru (1961–1968)
- Ioan Baba (1968–1969)
- Ioan Gornic (1969–1971)
- Marțian Fuciu (1971–1982)
- Mircea Roman (1982–1984)
- Nicolae Angheloiu
- Romulus Popescu
- Vasile Oancea
- Silviu Rațiu (1990)
- Titu Nicolae Gheorghiof (1990–1991)
- Mircea Hent (1991–1992)
- Cristian Moisescu (1992–1996)
- Dumitru Branc (1996–1998)
- Valentin Paul Neamț (1998–2000)

## 21. Jahrhundert
- Dorel Popa (2000–2004)
- Gheorghe Falcă (2004–2020)
- Laurențiu Bibarț (2020 bis heute)